# 다카야나기번
다카야나기 번(일본어: 高柳藩 다카야나기한[*])은 일본 에도 시대 중기 에치고국 구비키 군(頸城郡) 다카야나기(현 니가타현 묘코시 다카야나기)에 존재했던 번이다. 구비키 번(首城藩)이라고도 한다.

## 번의 역사
미노국 이와무라 번의 5대 번주 니와 우지오토는 막부로부터 가문 소동으로 인한 문책을 받고, 2만 석에서 1만 석으로 영지가 반감된 뒤, 겐로쿠 15년(1702년)에 에치고 국 구비키 군(頸城郡) 다카야나기로 전봉되었다. 이때 니와가은 성주 다이묘에서 무성(無城) 다이묘로, 게다가 산킨코타이를 행하지 않는 에도 정부(定府) 다이묘로 격하되었다.
양자로서 호에이 2년(1705년)에 2대 번주가 된 니와 시게우지는 겐분 4년(1739년) 오사카 정번(大坂定番)에 임명되어, 기나이 인근(가와치국·하리마국·미마사카국)으로 영지가 옮겨지게 되어 다카야나기 번은 폐지되었다. 이후 엔쿄 3년(1746년)에 기나이 인근의 영지가 하리마로 옮겨지면서 미쿠사 번(三草藩)의 성립으로 이어지게 되었다.

## 역대 번주
1. 니와 우지오토(丹羽氏音) 재위 1702년 ~ 1705년
2. 니와 시게우지(丹羽薫氏) 재위 1705년 ~ 1742년